# Hóquei no gelo nos Jogos Olímpicos de Inverno de 2022
Os torneios de hóquei no gelo nos Jogos Olímpicos de Inverno de 2022 foram realizados no Estádio Nacional Indoor e na Arena Wukesong, em Pequim. A modalidade estreou um dia antes da cerimônia de abertura, em 3 de fevereiro, com a competição feminina, e decorreu durante todo o período de disputa dos Jogos, encerrando-se em 20 de fevereiro.
Doze equipes disputaram o torneio masculino, que começou em 9 de fevereiro e terminou no dia 20, e dez equipes disputaram a competição feminina (duas a mais com relação a 2018) entre 3 e 17 de fevereiro.

## Programação
A seguir está a programação da competição para os dois eventos da modalidade.
Horário local (UTC+8).
| Data            | Horário                 | Evento                                        |
| --------------- | ----------------------- | --------------------------------------------- |
| 3 de fevereiro  | 12:10 16:40 21:10       | Torneio feminino – preliminares grupos A e B  |
| 4 de fevereiro  | 12:10                   | Torneio feminino – preliminares grupos A e B  |
| 5 de fevereiro  | 12:10 16:40 21:10       | Torneio feminino – preliminares grupos A e B  |
| 6 de fevereiro  | 16:40 21:10             | Torneio feminino – preliminares grupos A e B  |
| 7 de fevereiro  | 12:10 16:40 21:10       | Torneio feminino – preliminares grupos A e B  |
| 8 de fevereiro  | 12:10 16:40 21:10       | Torneio feminino – preliminares grupos A e B  |
| 9 de fevereiro  | 16:40 21:10             | Torneio masculino – preliminares grupo B      |
| 10 de fevereiro | 12:10 16:40 21:10       | Torneio masculino – preliminares grupos A e C |
| 11 de fevereiro | 12:10 16:40 21:10       | Torneio masculino – preliminares grupos B e C |
| 11 de fevereiro | 12:10 21:10             | Torneio feminino – quartas de final           |
| 12 de fevereiro | 12:10 16:40 21:10       | Torneio masculino – preliminares grupos A e B |
| 12 de fevereiro | 12:10 16:40             | Torneio feminino – quartas de final           |
| 13 de fevereiro | 12:10 16:40 21:10       | Torneio masculino – preliminares grupos A e C |
| 14 de fevereiro | 12:10 21:10             | Torneio feminino – semifinais                 |
| 15 de fevereiro | 12:10 16:40 21:10       | Torneio masculino – play-offs                 |
| 16 de fevereiro | 12:10 14:00 16:40 21:10 | Torneio masculino – quartas de final          |
| 16 de fevereiro | 19:30                   | Torneio feminino – disputa do bronze          |
| 17 de fevereiro | 12:10                   | Torneio feminino – final                      |
| 18 de fevereiro | 12:10 21:10             | Torneio masculino – semifinais                |
| 19 de fevereiro | 21:10                   | Torneio masculino – disputa do bronze         |
| 20 de fevereiro | 12:10                   | Torneio masculino – final                     |

## Qualificação
No torneio masculino, a qualificação direta foi determinada pelo ranking da Federação Internacional de Hóquei no Gelo (IIHF) após os Campeonatos Mundiais entre 2016 e 2019 e os Jogos Olímpicos de 2018, e por torneios de qualificação. As oito melhores equipes no ranking se classificaram automaticamente, além de uma vaga que já estava reservada para a China, enquanto que as três vagas restantes foram determinadas através dos torneios qualificatórios.
A qualificação para o torneio feminino foi determinada pelo ranking da IIHF após os Campeonatos Mundiais entre 2017 e 2020, além dos Jogos Olímpicos de 2018. As seis melhores equipes ranqueadas se juntaram à China, garantida como país sede. As três vagas restantes foram atribuídas as vencedoras dos torneios qualificatórios mundiais.
Masculino
| Método de classificação | Vagas | Classificados                                                                                         |
| ----------------------- | ----- | --- |
| País sede               | 1     | CHN China                                                                                             |
| Ranking da IIHF         | 8     | CAN Canadá ROC FIN Finlândia SWE Suécia CZE República Checa USA Estados Unidos GER Alemanha SUI Suíça |
| Qualificatória olímpica | 1     | SVK Eslováquia                                                                                        |
| Qualificatória olímpica | 1     | LAT Letônia                                                                                           |
| Qualificatória olímpica | 1     | DEN Dinamarca                                                                                         |
| Total                   | 12    | |

Feminino
| Método de classificação | Vagas | Classificados                                                       |
| ----------------------- | ----- | ------------------------------------------------------------------- |
| País sede               | 1     | CHN China                                                           |
| Ranking da IIHF         | 6     | USA Estados Unidos CAN Canadá FIN Finlândia ROC SUI Suíça JPN Japão |
| Qualificatória olímpica | 1     | CZE República Checa                                                 |
| Qualificatória olímpica | 1     | DEN Dinamarca                                                       |
| Qualificatória olímpica | 1     | SWE Suécia                                                          |
| Total                   | 10    |                                                                     |

## Medalhistas
| Evento             | Ouro | Prata | Bronze |
| ------------------ | --- | --- | --- |
| Masculino detalhes | Miro Aaltonen Marko Anttila Hannes Björninen Valtteri Filppula Niklas Friman Markus Granlund Teemu Hartikainen Juuso Hietanen Valtteri Kemiläinen Leo Komarov Mikko Lehtonen Petteri Lindbohm Saku Mäenalanen Sakari Manninen Joonas Nättinen Atte Ohtamaa Niko Ojamäki Juho Olkinuora Iiro Pakarinen Harri Pesonen Ville Pokka Toni Rajala Harri Säteri Frans Tuohimaa Sami Vatanen FIN Finlândia | Sergei Andronov Timur Bilyalov Andrei Chibisov Ivan Fedotov Stanislav Galiev Mikhail Grigorenko Arseni Gritsyuk Nikita Gusev Pavel Karnaukhov Artur Kayumov Artyom Minulin Nikita Nesterov Alexander Nikishin Sergei Plotnikov Alexander Samonov Kirill Semyonov Damir Sharipzyanov Vadim Shipachyov Anton Slepyshev Sergei Telegin Vladimir Tkachyov Dmitri Voronkov Slava Voynov Egor Yakovlev Alexander Yelesin ROC | Michal Čajkovský Peter Cehlárik Peter Čerešňák Marek Ďaloga Marko Daňo Martin Gernát Adrián Holešinský Marek Hrivík Libor Hudáček Tomáš Jurčo Miloš Kelemen Samuel Kňažko Branislav Konrád Michal Krištof Martin Marinčin Šimon Nemec Kristián Pospíšil Pavol Regenda Miloš Roman Mislav Rosandić Patrik Rybár Juraj Slafkovský Samuel Takáč Matej Tomek Peter Zuzin SVK Eslováquia |
| Feminino detalhes  | Erin Ambrose Ashton Bell Kristen Campbell Emily Clark Mélodie Daoust Ann-Renée Desbiens Renata Fast Sarah Fillier Brianne Jenner Rebecca Johnston Jocelyne Larocque Emma Maltais Emerance Maschmeyer Sarah Nurse Marie-Philip Poulin Jamie Lee Rattray Jill Saulnier Ella Shelton Natalie Spooner Laura Stacey Claire Thompson Blayre Turnbull Micah Zandee-Hart CAN Canadá                        | Cayla Barnes Megan Bozek Hannah Brandt Dani Cameranesi Alexandra Carpenter Alex Cavallini Jesse Compher Kendall Coyne Schofield Brianna Decker Jincy Dunne Savannah Harmon Caroline Harvey Nicole Hensley Megan Keller Amanda Kessel Hilary Knight Abbey Murphy Kelly Pannek Maddie Rooney Abby Roque Hayley Scamurra Lee Stecklein Grace Zumwinkle USA Estados Unidos                                                 | Sanni Hakala Jenni Hiirikoski Elisa Holopainen Sini Karjalainen Michelle Karvinen Anni Keisala Nelli Laitinen Julia Liikala Eveliina Mäkinen Petra Nieminen Tanja Niskanen Jenniina Nylund Meeri Räisänen Sanni Rantala Ronja Savolainen Sofianna Sundelin Susanna Tapani Noora Tulus Minttu Tuominen Viivi Vainikka Sanni Vanhanen Emilia Vesa Ella Viitasuo FIN Finlândia         |

## Quadro de medalhas
| Ordem | País               | Medalha de ouro | Medalha de prata | Medalha de bronze |   | Ordem por total |
| ----- | ------------------ | --------------- | ---------------- | ----------------- | - | --------------- |
| 1     | FIN Finlândia      | 1               |                  | 1                 | 2 | 1               |
| 2     | CAN Canadá         | 1               |                  |                   | 1 | 2               |
| 3     | ROC                |                 | 1                |                   | 1 | 2               |
|       | USA Estados Unidos |                 | 1                |                   | 1 | 2               |
| 5     | SVK Eslováquia     |                 |                  | 1                 | 1 | 2               |
| TOTAL | TOTAL              | 2               | 2                | 2                 | 6 | —               |